# Швајкхајм
Швајкхајм (њем. Schwaikheim) општина је у њемачкој савезној држави Баден-Виртемберг. Једно је од 31 општинског средишта округа Ремс-Мур. Према процјени из 2010. у општини је живјело 9.371 становника. Посједује регионалну шифру (AGS) 8119068.

## Географски и демографски подаци
Швајкхајм се налази у савезној држави Баден-Виртемберг у округу Ремс-Мур. Општина се налази на надморској висини од 276 метара. Површина општине износи 9,2 km². У самом мјесту је, према процјени из 2010. године, живјело 9.371 становника. Просјечна густина становништва износи 1.016 становника/km².

## Међународна сарадња
| Мјесто | Држава    | Врста сарадње | Од    |
| ------ | --------- | ------------- | ----- |
| Горон  | Француска | партнерство   | 1986. |
| Извор  |           |               |       |